# Monomorphina pyrum
Monomorphina pyrum is een soort in de taxonomische indeling van de Euglenozoa. Deze micro-organismen zijn eencellig en meestal rond de 15-40 mm groot. Het organisme komt uit het geslacht Monomorphina en behoort tot de familie Euglenaceae. Monomorphina pyrum werd in 1877 ontdekt door Mereschkowski.